# 莫泰拉
莫泰拉（Motera），是印度古吉拉特邦Gandhinagar县的一个城镇。总人口21150（2001年）。

## 人口
该地2001年总人口21150人，其中男性11544人，女性9606人；0—6岁人口2667人，其中男1506人，女1161人；识字率74.39%，其中男性为80.51%，女性为67.04%。